# Society for the Education of Africans
La Society for the Education of Africans était une organisation abolitionniste anglaise qui s'occupait de l'éducation des fils d'Africains éminents au cours de la première décennie du XIXe siècle.

## Historique
Dirigée par la secte de Clapham, elle est fondée à Clapham en 1799. Originaires de Freetown en Sierra Leone, vingt garçons et quatre filles débarquent à Portsmouth et sont placés sous la direction de Zachary Macaulay.
Le concept est formulé pour la première fois par le missionnaire John Campbell en 1796 :
« Ne pourrions-nous pas amener l'Afrique en Angleterre ; l'éduquer ; quand certains par la grâce et l'évangile pourraient être convertis et renvoyés en Afrique, sinon aucun converti, ils pourraient pourtant aider à répandre la civilisation, afin que tout ne soit pas perdu ».  
Le plan initial de Campbell était d'établir l'école à Édimbourg où la question est discutée puis approuvée. Divers membres de la secte de Clapham, tels William Wilberforce et Henry Thornton, soutiennent l'idée. Cependant, lorsque Campbell expose de manière plus détaillée son projet à Charles Grant, celui-ci recommande que le plan soit reporté jusqu'à la fin de la guerre avec la France. Campbell soumet la proposition à Robert Haldane, qui accepte de financer le programme.